# Берёзовка (Становлянский район)
Берёзовка — село Становлянского района Липецкой области. Административный центр Островского сельсовета.

## Этимология
Название селу дано по берёзовым лескам рядом с селением.

## География
Село находится на правом берегу реки Семенек при впадении в него реки Сухой Семенек, на расстоянии 25 км к северо-западу от села Становое, административного центра района.

### Часовой пояс
Село Берёзовка, как и вся Липецкая область, находится в часовой зоне МСК (московское время). Смещение применяемого времени относительно UTC составляет +3:00.

## Население
| 2010 |
| ---- |
| 406  |

## Улицы
| - ул. Елецкая, - ул. Молодёжная, | - ул. Тарасова, - ул. Центральная. |